# Thinophilus prudens
Thinophilus prudens är en tvåvingeart som beskrevs av Charles Howard Curran 1926. Thinophilus prudens ingår i släktet Thinophilus och familjen styltflugor. Inga underarter finns listade i Catalogue of Life.